# Marian Piech

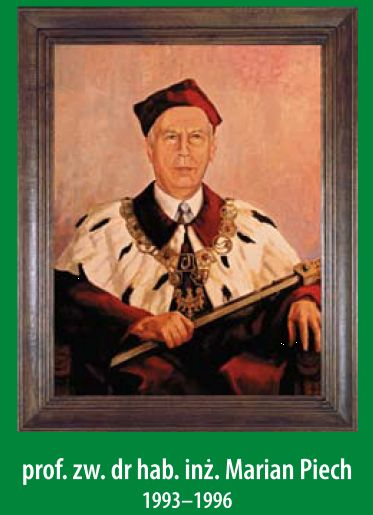
Obraz w sali senatu Uczelni

Marian Piech (ur. 8 grudnia 1929 w Nowym Borku, zm. 2 stycznia 2012 w Szczecinie) – polski profesor nauk rolniczych w zakresie agronomii, doświadczalnictwa i hodowli roślin, nauczyciel akademicki, rektor Akademii Rolniczej w Szczecinie (1993-1996)

## Życiorys
Marian Piech urodził się jako najmłodsze dziecko Wincentego i Marianny Piech z d. Paluch. Uczęszczał do szkoły powszechnej w Nowym Borku k. Rzeszowa, którą ukończył w 1942 podczas II wojny światowej. Naukę kontynuował w klasie humanistycznej I Liceum Ogólnokształcącego im. Stanisława Konarskiego w Rzeszowie. Nauczył się tam m.in. języka łacińskiego, którym biegle posługiwał się podczas całego życia, co ułatwiło nauczenie się pięciu innych języków obcych. W 1949 zdał tam maturę i wyjechał na studia do Krakowa. W 1953 ukończył studia inżynierskie na Wydziale Rolniczym Uniwersytetu Jagiellońskiego. Studia magisterskie o specjalności hodowla roślin i nasiennictwo ukończył w Wyższej Szkole Rolniczej we Wrocławiu w 1954. W tym samym roku podjął studia aspiranckie w Katedrze Hodowli Roślin i Nasiennictwa, a jednocześnie był kierownikiem Pola Doświadczalnego w Rolniczym Zakładzie Doświadczalnym Swojec k. Wrocławia, gdzie prowadził doświadczenia polowe realizowane w Katedrze oraz zajmował się kolekcją odmian uprawnych i dzikich form roślin zbożowych. Spośród swoich nauczycieli najbardziej cenił profesorów Tadeusza Ruebenbauera, Szymona Breja i Andrzeja Słabońskiego.
W 1956 poślubił żonę Alicję z d. Solnicka, z którą miał dwie córki: Elżbietę i Bożenę. W 1962 z rodziną przeprowadził się do Szczecina, gdzie pracował tamtejszej Akademii Rolniczej. Został pochowany na Cmentarzu Centralnym w Szczecinie (kw. 70B-6-7).

## Praca naukowo-dydaktyczna
W 1961 na Wydziale Rolniczym Wyższej Szkoły Rolniczej we Wrocławiu uzyskał stopień naukowy doktora nauk rolno-leśnych na podstawie pracy doktorskiej Wpływ terminu siewu na wartość wypiekową ziarna odmian pszenicy jarej i ozimej zrealizowanej pod kierunkiem prof. dr. Tadeusza Ruebenbauera. W lutym 1962 został przeniesiony służbowo do Wyższej Szkoły Rolniczej w Szczecinie (późniejszej Akademii Rolniczej w Szczecinie) na stanowisko adiunkta w Katedrze Roślin i Nasiennictwa kierowanej przez prof. dr. Andrzeja Słabońskiego, obejmując wykłady z przedmiotu Statystyka matematyczna i doświadczalnictwo rolnicze oraz wybrane wykłady z hodowli jakościowej zbóż. W roku 1963/64 odbył półroczny staż naukowy w Uniwersytecie w Halle oraz w Instytucie Hodowli Zbóż w Hadmersleben należącym do Akademii Nauk Rolniczych NRD. Po powrocie z NRD zorganizował pracownię oceny wartości wypiekowej zbóż, która funkcjonuje do dziś. Po uzyskaniu w 1970 stopnia doktora habilitowanego nauk rolniczych za pracę Ocena plenności odmian pszenicy na podstawie wyników doświadczeń poletkowych i produkcyjnych w zależności od warunków glebowych, klimatycznych i nawożenia został docentem i kierownikiem nowo utworzonego Zakładu Doświadczalnictwa, którym kierował do 1989. W 1977 otrzymał tytuł profesora nadzwyczajnego. W 1986 przez 6 miesięcy przebywał w Uniwersytecie Rolniczym w Chapingo (Meksyk) jako visiting professor. Tytuł profesora zwyczajnego nauk rolniczych otrzymał w 1987. W tym samym roku na zaproszenie Uniwersytetu w Giessen wygłosił cykl wykładów na temat biologii i oceny jakości ziarna pszenżyta. W latach 1989–2001 był kierownikiem Katedry Biometrii i Doświadczalnictwa.
Wykształcił grono ponad 120 specjalistów magistrów inż. rolnictwa, wypromował 6 doktorów. Recenzował ponad 30 prac doktorskich, 40 przewodów habilitacyjnych i wniosków na tytuł profesora, a także ponad 300 artykułów oraz wniosków i sprawozdań dotyczących grantów naukowych. Ściśle współpracował z instytucjami rolniczymi, biorąc udział w szkoleniu służb agronomicznych, specjalistów centrali nasiennej, stacji doświadczalnych oceny odmian i doświadczalnictwa rolniczego Pomorza Zachodniego. W latach 1971−2001 nieprzerwanie był przewodniczącym Państwowej Komisji ds. Rejestracji Odmian Zbóż w Centralnym Ośrodku Badania Odmian Roślin COBORU w Słupi Wielkiej.

## Udział w organizacji nauki
Profesor Marian Piech aktywnie uczestniczył w sferze organizacji nauki. W latach 1972–1975 był prodziekanem Wydziału Rolniczego. Był wybranym przez społeczność akademicką członkiem Rady Głównej Nauki i Szkolnictwa Wyższego (1982–1985). W 1993 roku 100 osobowe kolegium elektorów wybrało go na rektora Akademii Rolniczej w Szczecinie i funkcję tę pełnił w latach 1993–1996. Aktywnie uczestniczył w pracach Komitetu Fizjologii, Genetyki i Hodowli Roślin PAN (1985–1988), Polsko-Amerykańskiej Komisji Fullbrighta (1991–1997). Ponadto działał w radach naukowych: Polskiego Towarzystwa Biometrycznego (1976–1982), IUNG Puławy (1988–1991), Sekcji Genetyki Stosowanej Roślin Zespołu P6 KBN (1991–1993). Był ekspertem międzynarodowym ds. oceny Instytutu Produkcji Roślinnej w Pradze i współtwórcą projektu jego restrukturyzacji, a także ekspertem Komitetu Badań Naukowych i Komisji Wspólnot Europejskich do oceny projektów składanych w ramach projektów badawczych Wspólnot Europejskich (1993–1998). Ponadto był przewodniczącym Ministerialnej Komisji ds. rejestracji odmian zbóż (1971–2001), Rady Programowo-Konsultacyjnej COBORU (1993–2001), Wydziału II Nauk Przyrodniczych i Rolniczych Szczecińskiego Towarzystwa Naukowego (1978–1993), a także redaktorem naukowym Annales Scientiarum Stetinenses seria Nauki przyrodnicze i rolnicze (1986–1994) i redaktorem naczelnym Wydawnictwa Naukowego Akademii Rolniczej w Szczecinie (1988–1992).

## Wybrane publikacje
Marian Piech opublikował ok. 320 prac, w tym ok. 180 oryginalnych prac naukowych z czego 30 ukazało się w językach angielskim i niemieckim w czasopismach zagranicznych i polskich oraz ok. 60 prac dla praktyków rolnictwa.
- Porównanie cech jakościowych ziarna odmian rodzicielskich i mieszańców międzyodmianowych pszenicy jarej. Zesz. Nauk. WSR w Szczecinie, 1967, 25, s. 223-225[25]
- Plonowanie ważniejszych gatunków roślin uprawnych w różnych warunkach siedliskowych Polski. STN-PWN Warszawa-Poznań, 1976 (wsp. Saturnin Borowiec, Wojciech Mieczkowski, Sulejman Lebiedź)
- Wpływ gleby i nawożenia na plonowanie browarnych i pastewnych odmian jęczmienia jarego. STN-PWN Warszawa-Poznań 1977 (wsp. Andrzej Słaboński, Sulejman Lebiedź)
- Probenahme und Auswertung von Ertragskomponenten in Feldversuchen. „Feldversuchswesen” 1985, 2(2) (wsp. Sławomir Stankowski)
- Zagrożenie i ochrona środowiska przyrodniczego regionu szczecińskiego. STN Szczecin 1987 (red.)
- The effect of some agrotechnical factors on the yield of triticale varieties. Tag.-Ber. AdL Berlin 1988, 266
- Einfuss der Sorten und agrotechischen Massnahmen auf die Kornqualität von Wintertriticale. Wiss Hefte Univ. Rostock, Sonderheft 1, 1989
- Korrekte und unkorrekte Anwendung statisticher Methoden bei Auswertung von Versuchsergebnissen. „Feldversuchswesen” 1990, 2(13),  (wsp. Sławomir Stankowski)
- The influence of the degree of reproduction on the mycoflora of winter X-Triticosecale seeds. „Bull. Pol. Acad. Sci. Biol.” 1993, 41(4) (wsp. Janusz Błaszkowski)
- Wskaźnikowa analiza wzrostu owsa nagoziarnistego i oplewionego. „Rocz. Nauk. Rol.” 1999, A114 (3/4) (wsp. Andrzej Gregorczyk)
- Evaluation of nutritional value of hullet and naked oats in feeding reproductive quails. „Archiv für Geflügelkunde” 2001, 65(5) (wsp. Danuta Szczerbińska, Alicja Dańczak, Zofia Tarasewicz, Marek Ligocki)
- Reakcja owsa nieoplewionego i oplewionego na nawożenie azotem. „Biul. IHAR” 2001, 217 (wsp. Zygmunt Nita, Robert Maciorowski)
- Ocena wartości pokarmowej ziarna owsa nieoplewionego i oplewionego w żywieniu trzody chlewnej. „Rocz. Nauk. Zoot.” 2001, 28(2) (wsp. Krum Petkov, R. Lubowicki, Z. Łukaszewski, I. Jaskowska, W. Biel)
- Comparison of seed-borne fungal communities of naked and husked oats and barley. „Phytopathol. Pol.” 2002, 24, s. 71-74 (wsp. Janusz Błaszkowski)
- Assessment of diet enrichment with a new hulles-oat variety on blood glucose, lipid, liporoteine and fibrogenogen levels. „Pol. J. Food Nutr. Sci.” 2002, 11(52), s. 73-76 (wsp. Mariola Friedrich)[26]

## Odznaczenia i nagrody
- Krzyż Kawalerski Orderu Odrodzenia Polski (1981)
- Złoty Krzyż Zasługi (1976)
- Medal Komisji Edukacji Narodowej (1983)
- Złota Odznaka ZNP (1971)[27]
- Odznaka honorowa „Zasłużony dla Rolnictwa” (1997)
- Odznaka Honorowa Gryfa Zachodniopomorskiego (2009)
- Odznaki Zasłużony dla województwa szczecińskiego, koszalińskiego, słupskiego i gorzowskiego[18]
- Nagrody naukowe Ministra Edukacji Narodowej (1971, 1976, 1983)

## Upamiętnienie
28 czerwca 2024 podczas uroczystości Jubileuszu 70-lecia Wydziału Kształtowania Środowiska i Rolnictwa Zachodniopomorskiego Uniwersytetu Technologicznego w Szczecinie Sali Wykładowej nr 14 w budynku przy ulicy Juliusza Słowackiego 17 nadano imię prof. zw. dr. hab. inż. Mariana Piecha.